# Serguéi Yákovlev
Serguéi Yákovlev (Timertau, Kazajistán, 21 de abril de 1976]) es un ciclista kazajo.
Debutó como profesional en 1999 con el equipo del Besson Chaussures.

## Palmarés
1997
- Campeón de Kazajistán de ruta

1999
- 1 etapa del Circuito Franco-Belga
- 1 etapa del Tour de Hokkaido
- Campeonato Asiático en Ruta
- 2.º en el Campeonato Asiático Contrarreloj

2000
- Tour de l'Ain
- 1 etapa del Giro de los Abruzzos
- 2.º en el Campeonato de Kazajistán Contrarreloj
- Campeonato de Kazajistán en Ruta

2001
- 2.º en el Campeonato de Kazajistán en Ruta

2003
- 1 etapa de la Vuelta a Suiza

2005
- 1 etapa del Tour de Indonesia

## Equipos
- Besson Chaussures (1999-2000)
- Cantina Tollo (2001)
- Telekom (2002-2003)
- T-Mobile (2004-2005)
- Liberty Seguros (2006)
- Astana (2007)